# Architettura spontanea

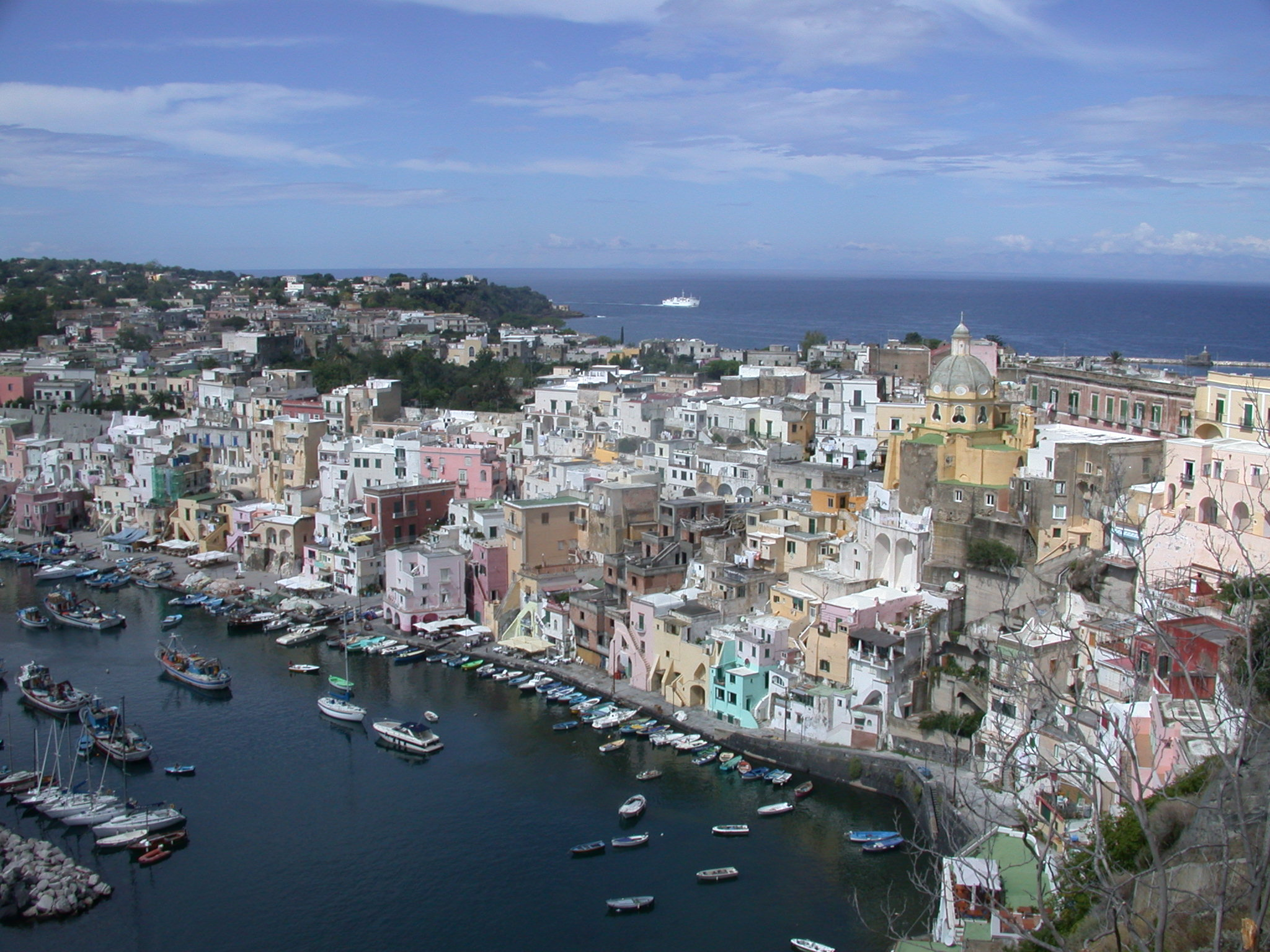
Borgo di Corricella a Procida, un esempio di architettura spontanea mediterranea

Architettura spontanea (non-pedigreed architecture) è una definizione dello storico e architetto Bernard Rudofsky che descrive quelle forme architettoniche-edilizie che appartengono alla tradizione più antica dell'uomo: dalle tende dei popoli nomadi alle tombe celtiche fino ai portici come dispositivo urbano e che non sono attribuibili a nessun progettista o autore in particolare.
Questa architettura è definibile anche come "anonima", "rurale", "nativa", "indigena", "vernacolare", "tradizionale".

## Concetto
L'architettura vernacolare di solito soddisfa esigenze locali immediate, è vincolata dai materiali disponibili nella sua specifica regione e riflette tradizioni e pratiche culturali locali. Lo studio dell'architettura vernacolare non esamina architetti con istruzione formale, ma piuttosto le competenze progettuali e la tradizione dei costruttori locali, a cui raramente veniva attribuito merito per l'opera. In epoca moderna, l'architettura vernacolare è stata esaminata da progettisti e dall'industria edile nel tentativo di adottare una maggiore consapevolezza energetica nella progettazione e costruzione contemporanea, nell'ambito di un più ampio interesse per la progettazione sostenibile.
A partire dal 1986, perfino tra gli studiosi che pubblicano in questo campo, i confini esatti del termine "vernacolare" non erano ancora chiari.
Questa questione di definizione, apparentemente così semplice, si è rivelata uno dei problemi più seri per i sostenitori dell'architettura vernacolare e della ricerca sul paesaggio. Non è ancora stata offerta una definizione chiara, convincente e autorevole. L'architettura vernacolare è un fenomeno che molti comprendono intuitivamente, ma che pochi sono in grado di definire. La letteratura sull'argomento è quindi piena di quelle che potremmo definire non-definizioni. L'architettura vernacolare è un edificio non di stile elevato, sono quelle strutture non progettate da professionisti; non è monumentale; non è sofisticata; è mera costruzione; non è, secondo l'illustre storico Nikolaus Pevsner, architettura. Chi adotta un approccio più positivo si affida ad aggettivi come ordinario, quotidiano e comune. Sebbene questi termini non siano dispregiativi come altre espressioni descrittive che a volte vengono applicate al vernacolare, non sono nemmeno molto precisi. Ad esempio, i grattacieli di Manhattan sono opere di architettura di stile elevato, ma sono anche comuni a Manhattan. Non sono forse logicamente edifici vernacolari di New York?
L'architettura vernacolare tende a essere trascurata nelle storie tradizionali del design. Non si tratta di una descrizione stilistica, tanto meno di uno stile specifico, quindi non può essere riassunta in termini di modelli, caratteristiche, materiali o elementi facilmente comprensibili. A causa dell'utilizzo di metodi di costruzione tradizionali e di costruttori locali, gli edifici vernacolari sono considerati espressioni culturali – aborigene, indigene, ancestrali, rurali, etniche o regionali – tanto quanto manufatti architettonici.

## Evoluzione del termine
Il termine vernacolare significa "domestico, nativo, indigeno", da verna "schiavo nativo" o "schiavo nato in casa". La parola deriva probabilmente da una parola etrusca più antica.
Il termine è preso in prestito dalla linguistica, dove il termine vernacolare si riferisce all'uso linguistico particolare di un tempo, luogo o gruppo. 
L'espressione risale almeno al 1857, quando fu usata da Sir George Gilbert Scott come fulcro del primo capitolo del suo libro "Remarks on Secular & Domestic Architecture, Present & Future", e in un articolo letto a una società di architettura a Leicester nell'ottobre di quell'anno. Come sostenitore del movimento neogotico in Inghilterra, Scott usò il termine in senso dispregiativo per riferirsi all'"architettura prevalente" in Inghilterra all'epoca, in contrapposizione al gotico che voleva introdurre. In questa categoria "vernacolare" Scott incluse la Cattedrale di San Paolo, il Greenwich Hospital di Londra e Castle Howard, pur ammettendone la relativa nobiltà.
Il termine fu reso popolare con connotazioni positive in una mostra del 1964 al Museum of Modern Art di New York, progettata dall'architetto Bernard Rudofsky, con un libro successivo. Sia la mostra che il libro erano intitolati Architecture Without Architects. Caratterizzata da fotografie in bianco e nero di edifici vernacolari in tutto il mondo, la mostra fu estremamente popolare. Rudofsky portò il concetto all'attenzione del pubblico e dell'architettura tradizionale, e mantenne anche le definizioni flessibili: scrisse che la mostra "tenta di abbattere i nostri ristretti concetti dell'arte del costruire introducendo il mondo sconosciuto dell'architettura non di razza. È così poco conosciuta che non abbiamo nemmeno un nome per definirla. In mancanza di un'etichetta generica la chiameremo vernacolare, anonima, spontanea, indigena, rurale, a seconda dei casi." Il libro era un promemoria della legittimità e della "conoscenza duramente conquistata" insita negli edifici vernacolari, dalla miniera di sale di Wieliczka alle gigantesche ruote idrauliche siriane alle fortezze del deserto marocchino e fu considerato iconoclasta all'epoca.
Il termine "vernacolare commerciale" è stato reso popolare alla fine degli anni '60 dalla pubblicazione di Learning from Las Vegas di Robert Venturi e Denise Scott Brown, che si riferisce all'architettura commerciale e suburbana americana del XX secolo.

Sebbene l'architettura vernacolare possa essere progettata da persone che hanno una certa formazione in progettazione, nel 1971 Ronald Brunskill la definì comunque come:
...un edificio progettato da un dilettante senza alcuna formazione in ambito progettuale; l'individuo sarà stato guidato da una serie di convenzioni consolidate nella sua località, prestando scarsa attenzione a ciò che potrebbe essere di moda. La funzione dell'edificio sarebbe il fattore dominante, mentre le considerazioni estetiche, sebbene presenti in piccola parte, sarebbero piuttosto minime. I materiali locali sarebbero utilizzati di routine, mentre altri materiali verrebbero scelti e importati in casi del tutto eccezionali.
Nell'Enciclopedia dell'Architettura Vernacolare del Mondo, curata nel 1997 da Paul Oliver dell'Oxford Institute for Sustainable Development, Oliver sosteneva che l'architettura vernacolare, dati gli spunti che offre sulle questioni dell'adattamento ambientale, sarà necessaria in futuro per "garantire la sostenibilità, sia in termini culturali che economici, oltre il breve termine". L'enciclopedia definiva il campo dell'architettura vernacolare come:
comprendenti le abitazioni e tutti gli altri edifici delle persone. In relazione ai loro contesti ambientali e alle risorse disponibili, sono tradizionalmente costruiti dai proprietari o dalla comunità, utilizzando tecnologie tradizionali. Tutte le forme di architettura vernacolare sono costruite per soddisfare esigenze specifiche, accogliendo i valori, le economie e gli stili di vita delle culture che le producono.
Nel 2007, Allen Noble scrisse una lunga analisi dei termini rilevanti in Traditional Buildings: A Global Survey of Structural Forms and Cultural Functions. Noble concluse che "l'architettura popolare" è costruita da "persone non professionalmente formate nelle arti edilizie". "L'architettura vernacolare" è "della gente comune", ma può essere costruita da professionisti qualificati, utilizzando design e materiali locali e tradizionali. "L'architettura tradizionale" è un'architettura tramandata di persona in persona, di generazione in generazione, in particolare oralmente, ma a qualsiasi livello della società, non solo dalla gente comune. "Architettura primitiva" è un termine di cui Noble sconsiglia l'uso. Il termine "architettura popolare" è utilizzato maggiormente nell'Europa orientale ed è sinonimo di architettura popolare o vernacolare.

## Architetti professionisti e architettura spontanea
L'architettura progettata da architetti professionisti non è solitamente considerata vernacolare. Anzi, si può sostenere che il processo stesso di progettazione consapevole di un edificio lo renda non vernacolare. Paul Oliver, nel suo libro Dwellings, afferma: "si sostiene che l'architettura popolare, progettata da architetti professionisti o costruttori commerciali per uso popolare, non rientri nell'ambito del vernacolare". Oliver offre anche la seguente semplice definizione di architettura vernacolare: "l'architettura del popolo, e dal popolo, ma non per il popolo". 
Frank Lloyd Wright descrisse l'architettura vernacolare come "Edifici popolari che crescono in risposta a bisogni reali, adattati all'ambiente da persone che non sapevano fare di meglio che adattarli al sentimento nativo". suggerendo che si tratta di una forma primitiva di progettazione, priva di pensiero intelligente, ma affermò anche che era "per noi più degna di studio di tutti i tentativi accademici altamente autocoscienti di bellezza in tutta Europa".
Almeno a partire dal movimento Arts and Crafts, molti architetti moderni hanno studiato gli edifici vernacolari e hanno affermato di trarne ispirazione, includendo aspetti del vernacolare nei loro progetti. Nel 1946, l'architetto egiziano Hassan Fathy fu incaricato di progettare la città di New Gourna vicino a Luxor. Dopo aver studiato gli insediamenti e le tecnologie tradizionali nubiane, incorporò le tradizionali volte in mattoni di fango degli insediamenti nubiani nei suoi progetti. L'esperimento fallì, a causa di una serie di ragioni sociali ed economiche. 
L'architetto dello Sri Lanka Geoffrey Bawa è considerato il pioniere del modernismo regionale nell'Asia meridionale. Insieme a lui, i moderni sostenitori dell'uso del vernacolare nella progettazione architettonica includono Charles Correa, un noto architetto indiano; Muzharul Islam e Bashirul Haq, architetti bengalesi di fama internazionale; Balkrishna Doshi, un altro indiano, che ha fondato la Vastu-Shilpa Foundation ad Ahmedabad per ricercare l'architettura vernacolare della regione; e Sheila Sri Prakash che ha utilizzato l'architettura rurale indiana come ispirazione per innovazioni nella progettazione e pianificazione sostenibili dal punto di vista ambientale e socio-economico. Anche l'architetto olandese Aldo van Eyck era un sostenitore dell'architettura vernacolare, così come Samuel Mockbee, Christopher Alexander e Paolo Soleri.
Gli architetti hanno sviluppato un rinnovato interesse per l’architettura vernacolare come modello di progettazione sostenibile. L’architettura complementare contemporanea è ampiamente influenzata dall’architettura vernacolare.

## Influenze sul volgare
L'architettura vernacolare è influenzata da una vasta gamma di aspetti diversi del comportamento umano e dell'ambiente, il che porta a forme edilizie diverse per quasi ogni contesto; persino villaggi limitrofi possono avere approcci leggermente diversi alla costruzione e all'uso delle loro abitazioni, pur apparendo a prima vista identici. Nonostante queste variazioni, ogni edificio è soggetto alle stesse leggi fisiche e quindi mostrerà significative somiglianze nelle forme strutturali.

### Clima
Una delle influenze più significative sull'architettura vernacolare è il macroclima dell'area in cui l'edificio viene costruito. Gli edifici nei climi freddi hanno invariabilmente un'elevata inerzia termica o un isolamento significativo. Di solito sono sigillati per prevenire la dispersione di calore e le aperture come le finestre tendono a essere piccole o addirittura assenti. Gli edifici nei climi caldi, al contrario, tendono a essere costruiti con materiali più leggeri e a consentire una ventilazione trasversale significativa attraverso aperture nella struttura dell'edificio.
Gli edifici per un clima continentale devono essere in grado di far fronte a significative variazioni di temperatura e possono persino essere modificati dai loro occupanti a seconda delle stagioni. Nelle regioni calde, aride e semi-aride, le strutture vernacolari includono tipicamente una serie di elementi distintivi per garantire la ventilazione e il controllo della temperatura. In tutto il Medio Oriente, questi elementi includevano elementi progettuali come giardini con giochi d'acqua, pareti divisorie, luce riflessa, musciarabia e torri del vento. 
Gli edifici assumono forme diverse a seconda dei livelli di precipitazione nella regione, il che porta ad abitazioni su palafitte in molte regioni con frequenti inondazioni o stagioni monsoniche piovose. Ad esempio, il Queenslander è una casa sopraelevata con tetto spiovente in lamiera che si è evoluta all'inizio del XIX secolo come soluzione alle inondazioni annuali causate dalle piogge monsoniche negli stati settentrionali dell'Australia. I tetti piani sono rari nelle aree con alti livelli di precipitazioni. Allo stesso modo, le aree con forti venti porteranno alla creazione di edifici specializzati in grado di farvi fronte, e gli edifici tendono a presentare una superficie minima ai venti dominanti e sono spesso situati in basso nel paesaggio per ridurre al minimo i potenziali danni causati dalle tempeste.
Le influenze climatiche sull'architettura vernacolare sono sostanziali e possono essere estremamente complesse. L'architettura vernacolare mediterranea, e quella di gran parte del Medio Oriente, spesso include un cortile con una fontana o uno stagno; l'aria, raffreddata dalla nebbia d'acqua e dall'evaporazione, viene aspirata attraverso l'edificio dalla ventilazione naturale creata dalla forma dell'edificio stesso. Analogamente, l'architettura vernacolare nordafricana presenta spesso un'inerzia termica molto elevata e piccole finestre per mantenere gli occupanti freschi, e in molti casi include anche camini, non per accendere fuochi ma per aspirare aria attraverso gli spazi interni. Tali specializzazioni non sono progettate, ma apprese per tentativi ed errori nel corso di generazioni di costruzione di edifici, spesso esistenti ben prima delle teorie scientifiche che ne spiegano il funzionamento. L'architettura vernacolare è anche utilizzata per le esigenze della popolazione locale.

### Cultura
Lo stile di vita degli occupanti degli edifici e il modo in cui utilizzano i loro rifugi influenzano notevolmente le forme degli edifici stessi. Le dimensioni delle unità familiari, chi condivide quali spazi, come viene preparato e consumato il cibo, come le persone interagiscono e molte altre considerazioni culturali influenzeranno la disposizione e le dimensioni delle abitazioni.
Ad esempio, le unità familiari di diverse comunità etniche dell'Africa orientale vivono in complessi familiari, delimitati da confini ben definiti, in cui sono costruite abitazioni separate composte da una sola stanza per ospitare i diversi membri della famiglia. Nelle comunità poligame possono esserci abitazioni separate per le diverse mogli, e ancora di più per i figli maschi troppo anziani per condividere lo spazio con le donne della famiglia. L'interazione sociale all'interno della famiglia è regolata, e la privacy è garantita, dalla separazione tra le strutture in cui vivono i membri della famiglia. Al contrario, nell'Europa occidentale, tale separazione si realizza all'interno di un'unica abitazione, dividendo l'edificio in stanze separate.
Anche la cultura ha una grande influenza sull'aspetto degli edifici popolari, poiché spesso gli occupanti decorano gli edifici secondo le usanze e le credenze locali.

#### Abitazioni nomadi
Esistono molte culture in tutto il mondo che includono qualche aspetto della vita nomade, e tutte hanno sviluppato soluzioni vernacolari per la necessità di riparo. Queste includono tutte risposte appropriate al clima e alle usanze dei loro abitanti, inclusi aspetti pratici di costruzione semplice come le capanne e, se necessario, di trasporto come le tende.
Gli Inuit hanno diverse forme di riparo adatte alle diverse stagioni e posizioni geografiche, tra cui l'iglù (per l'inverno) e il tupiq (per l'estate), una tenda fatta di pelle di foca o di caribù. I Sami dell'Europa settentrionale, che vivono in climi simili a quelli sperimentati dagli Inuit, hanno sviluppato diversi ripari adatti alla loro cultura tra cui il lavvu e il goahti, una capanna o tenda con tre tipi di copertura: tessuto, muschio di torba o legno. Lo sviluppo di soluzioni diverse in circostanze simili a causa di influenze culturali è tipico dell'architettura vernacolare.
Molti popoli nomadi utilizzano materiali comuni nell'ambiente locale per costruire abitazioni temporanee, come i Punan del Sarawak che usano fronde di palma, o i Pigmei Ituri che usano alberelli e foglie di mongongo per costruire capanne a cupola. Altre culture riutilizzano i materiali, trasportandoli con sé durante gli spostamenti. Esempi di ciò sono le tribù della Mongolia, che portano con sé le loro iurta, o le tende nere del deserto dei Qashgai in Iran. Notevole in ogni caso è l'impatto significativo della disponibilità di materiali e di animali da soma o altre forme di trasporto sulla forma finale dei rifugi.
Tutti i rifugi sono adattati al clima locale. Le iurta mongole, ad esempio, sono sufficientemente versatili da essere fresche nelle calde estati continentali e calde nelle temperature sotto lo zero degli inverni mongoli, e includono un foro di ventilazione chiudibile al centro e un camino per una stufa. Una iurta in genere non viene spostata spesso, ed è quindi robusta e sicura, con una porta d'ingresso in legno e diversi strati di copertura. Una tenda berbera tradizionale, al contrario, può essere spostata quotidianamente, è molto più leggera e veloce da montare e smontare e, a causa del clima in cui viene utilizzata, non ha bisogno di fornire lo stesso grado di protezione dagli elementi.

#### Abitazioni permanenti
Il tipo di struttura e i materiali utilizzati per un'abitazione variano a seconda della sua permanenza. Le strutture nomadi, spesso spostate, saranno leggere e semplici, mentre quelle più permanenti lo saranno meno. Quando le persone si stabiliscono in un luogo permanente, l'architettura delle loro abitazioni cambierà per riflettere tale cambiamento.
I materiali utilizzati diventeranno più pesanti, più solidi e più durevoli. Potrebbero anche diventare più complessi e costosi, poiché il capitale e la manodopera necessari per costruirli rappresentano un costo una tantum. Le abitazioni permanenti offrono spesso un maggiore grado di protezione e riparo dagli elementi atmosferici. In alcuni casi, tuttavia, laddove le abitazioni siano esposte a condizioni meteorologiche avverse come frequenti inondazioni o forti venti, gli edifici possono essere deliberatamente "progettati" per cedere e essere sostituiti, anziché richiedere le strutture antieconomiche o addirittura impossibili da realizzare per resistere a tali condizioni. Il crollo di una struttura relativamente fragile e leggera ha anche meno probabilità di causare lesioni gravi rispetto a una struttura pesante.
Nel corso del tempo, l'architettura delle abitazioni potrebbe riflettere una collocazione geografica molto specifica.

### Ambiente, elementi costruttivi e materiali
L'ambiente locale e i materiali da costruzione che può fornire regolano molti aspetti dell'architettura vernacolare. Le aree ricche di alberi svilupperanno un vernacolare in legno, mentre le aree con poca legna possono utilizzare fango o pietra. Nella California primitiva, le torri d'acqua che sostenevano cisterne e racchiuse da rivestimenti (locali serbatoi) facevano parte di un sistema idrico domestico autonomo alimentato dal vento. Sia le torri che le cisterne che i rivestimenti erano fatti in sequoia. In Estremo Oriente è comune l'uso del bambù, poiché è sia abbondante che versatile. Il vernacolare, quasi per definizione, è sostenibile e non esaurirà le risorse locali. Se non è sostenibile, non è adatto al suo contesto locale e non può essere vernacolare.
Gli elementi costruttivi e i materiali che si ritrovano frequentemente negli edifici vernacolari includono:
- Adobe – un tipo di mattone di fango, spesso ricoperto di calce bianca, comunemente usato in Spagna e nelle colonie spagnole
- Massone – un tipo di intonaco ricavato dal sottosuolo con l’aggiunta di materiale fibroso per conferire maggiore resistenza
- Musciarabia (nota anche come shanashol in Iraq) – un tipo di finestra a bovindo con graticcio in legno, progettata per consentire la ventilazione, comunemente presente in Iraq ed Egitto nelle case di classe alta
- Mattoni di fango – terriccio o sabbia mescolati con acqua e materia vegetale come la paglia
- Pisé – spesso utilizzata nelle fondamenta
- Tetto a due falde
- Paglia – vegetazione secca utilizzata come materiale di copertura
- Torre del vento – un tipo di camino utilizzato per fornire ventilazione naturale senza l’uso dell’aria condizionata, comunemente presente in Iran, Iraq e altre parti del Medio Oriente
- Wychert – una miscela di terra bianca e argilla

## Aspetti legali
Poiché molte giurisdizioni introducono codici edilizi e regolamenti urbanistici più severi, gli "architetti popolari" a volte si trovano in conflitto con le autorità locali.
Un caso che ha fatto notizia in Russia è quello dell'imprenditore di Arkhangelsk Nikolay P. Sutyagin, che ha costruito per sé e la sua famiglia quella che si riteneva fosse la casa unifamiliare in legno più alta del mondo, che è stata poi dichiarata pericolosa per gli incendi. La struttura di 13 piani, alta 44 m, conosciuta localmente come "grattacielo di Sutyagin" (Небоскрёб Сутягина), è stata ritenuta in violazione dei codici edilizi di Arkhangelsk e i tribunali hanno ordinato la demolizione dell'edificio. Il 26 dicembre 2008 la torre è stata abbattuta e il resto è stato smantellato manualmente nel corso dei mesi successivi.

## Galleria d'immagini

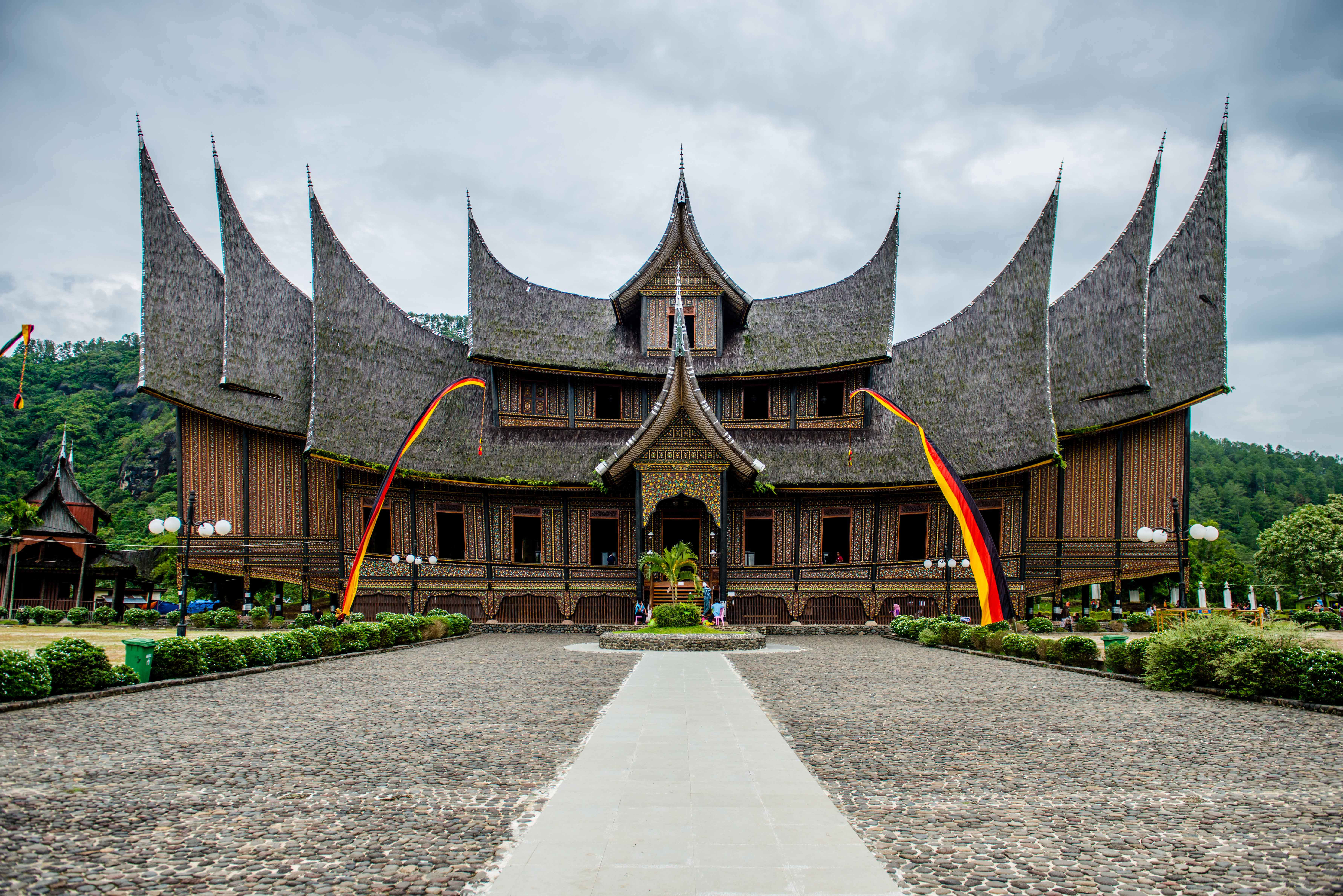
Architettura Minangkabau di Sumatra Occidentale, Indonesia, ispirata alla forma di un corno di bufalo
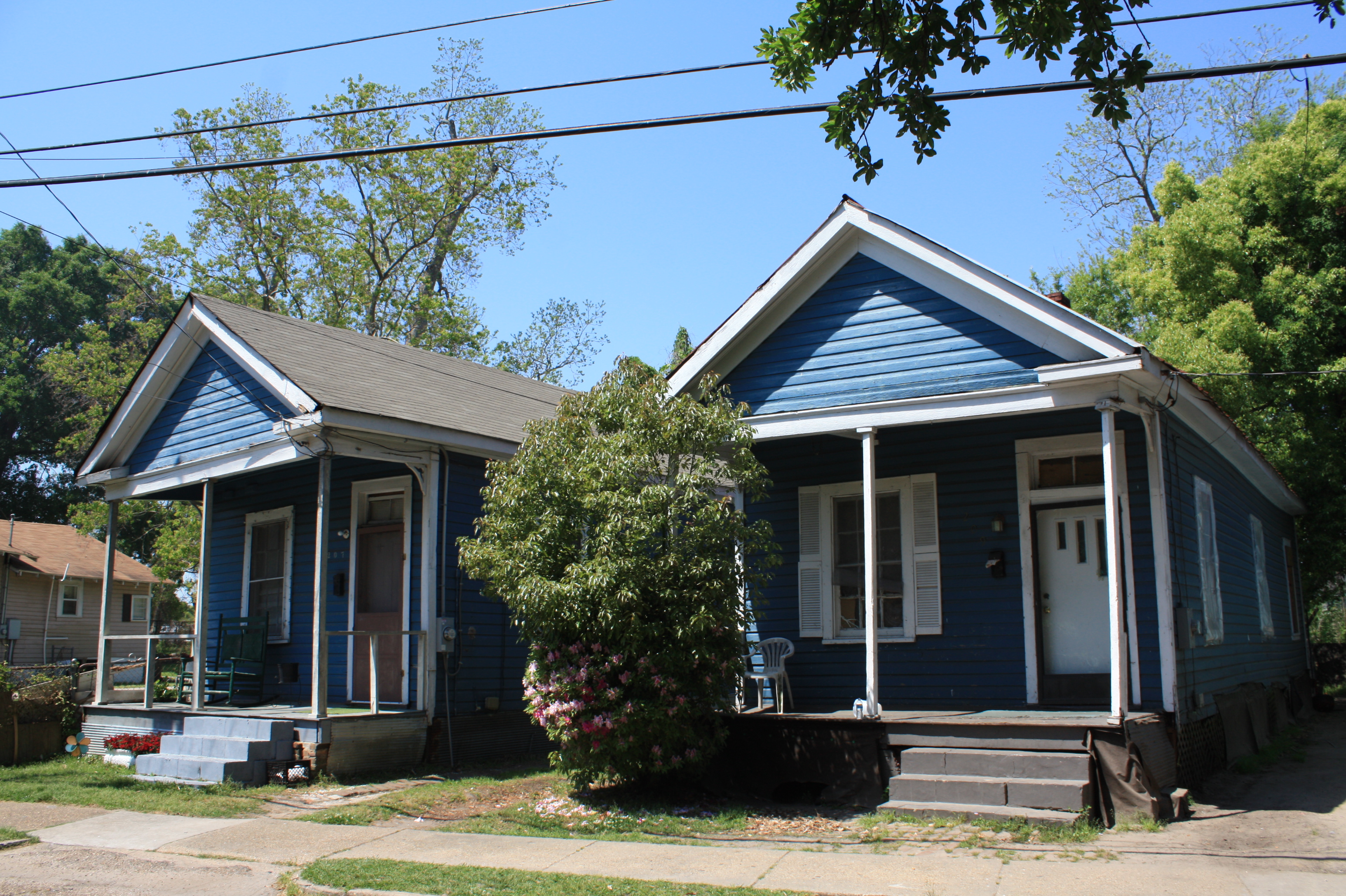
Un paio di case a schiera degli anni '20 nel distretto storico del campeggio di Mobile, Alabama
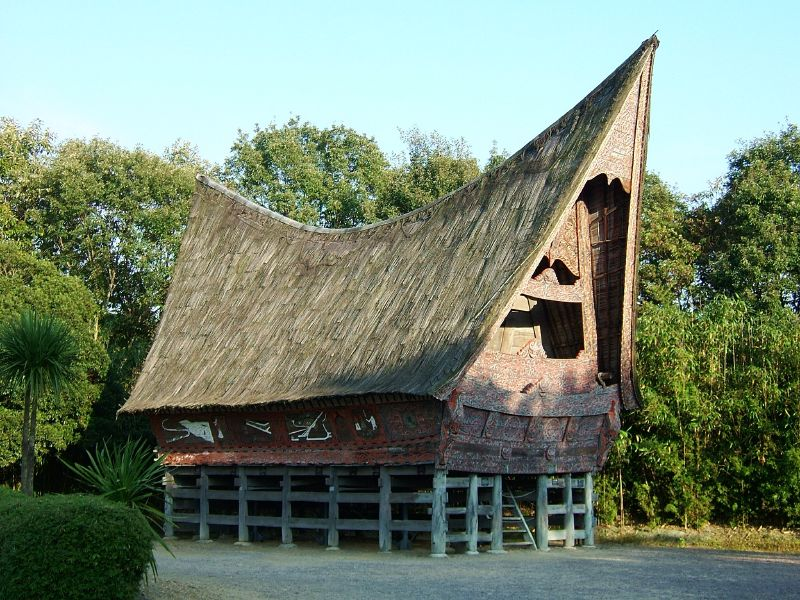
Una casa tradizionale Batak, Indonesia, in antico stile architettonico austronesiano.
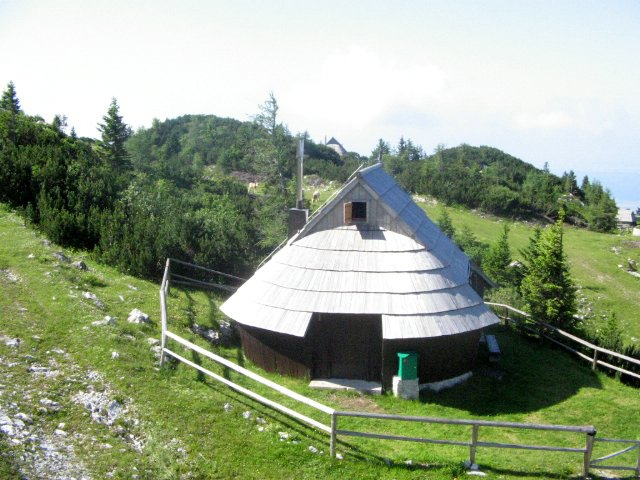
Un'abitazione del secondo dopoguerra sull'altopiano del Grande Pascolo, in Slovenia, progettata dall'architetto Vlasto Kopač e basata sull'architettura vernacolare di questa zona montuosa.
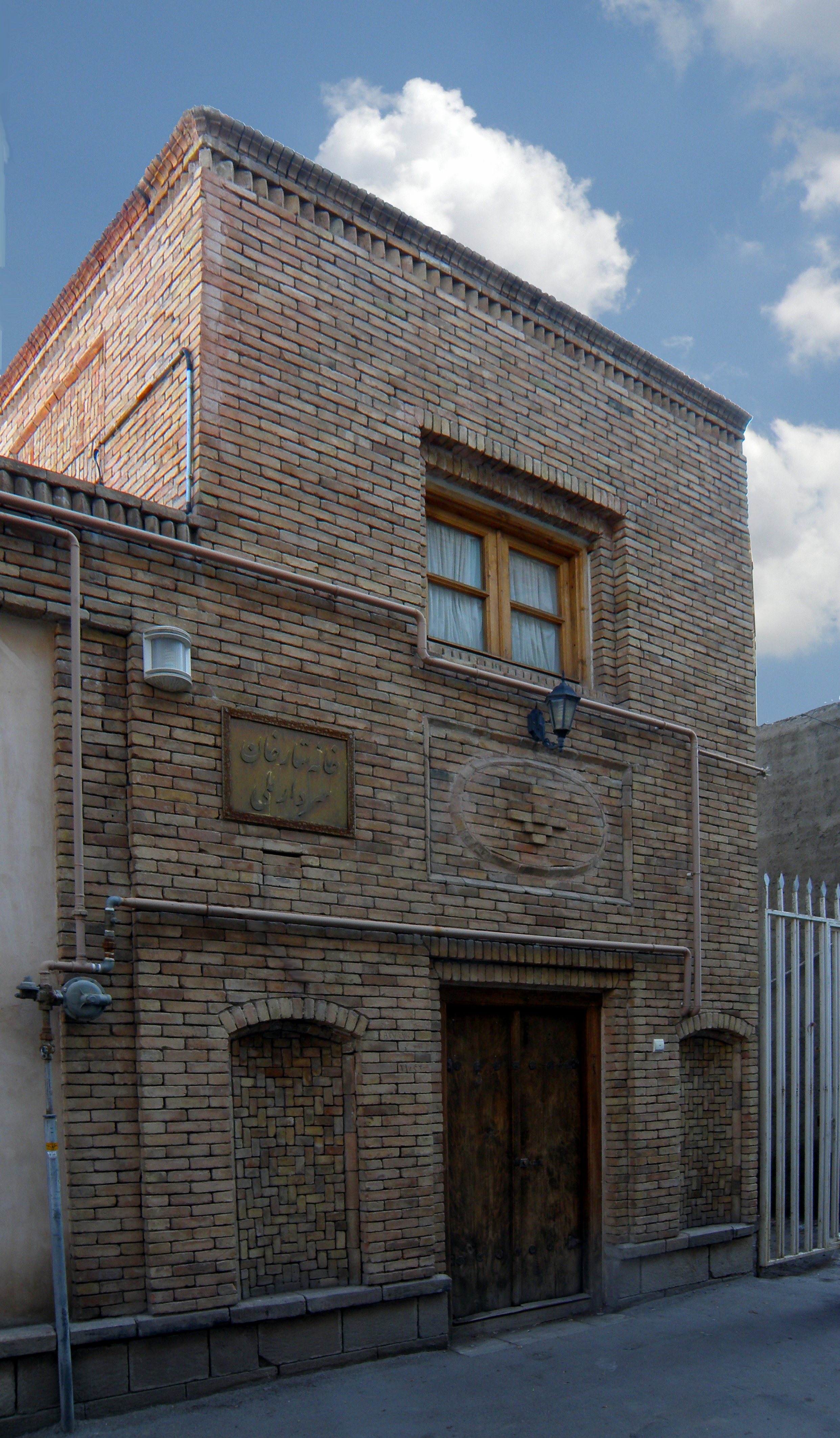
Casa tradizionale in mattoni dell'Iran e dell'Asia centrale, Tabriz
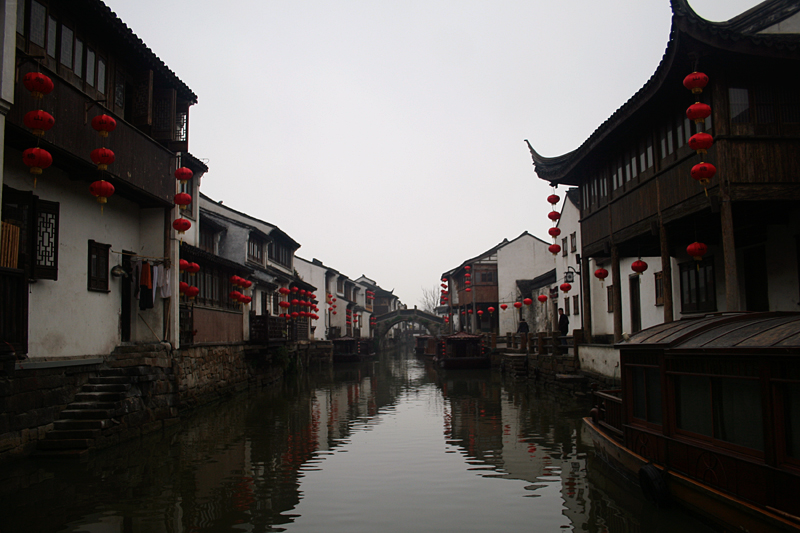
Centro di Suzhou
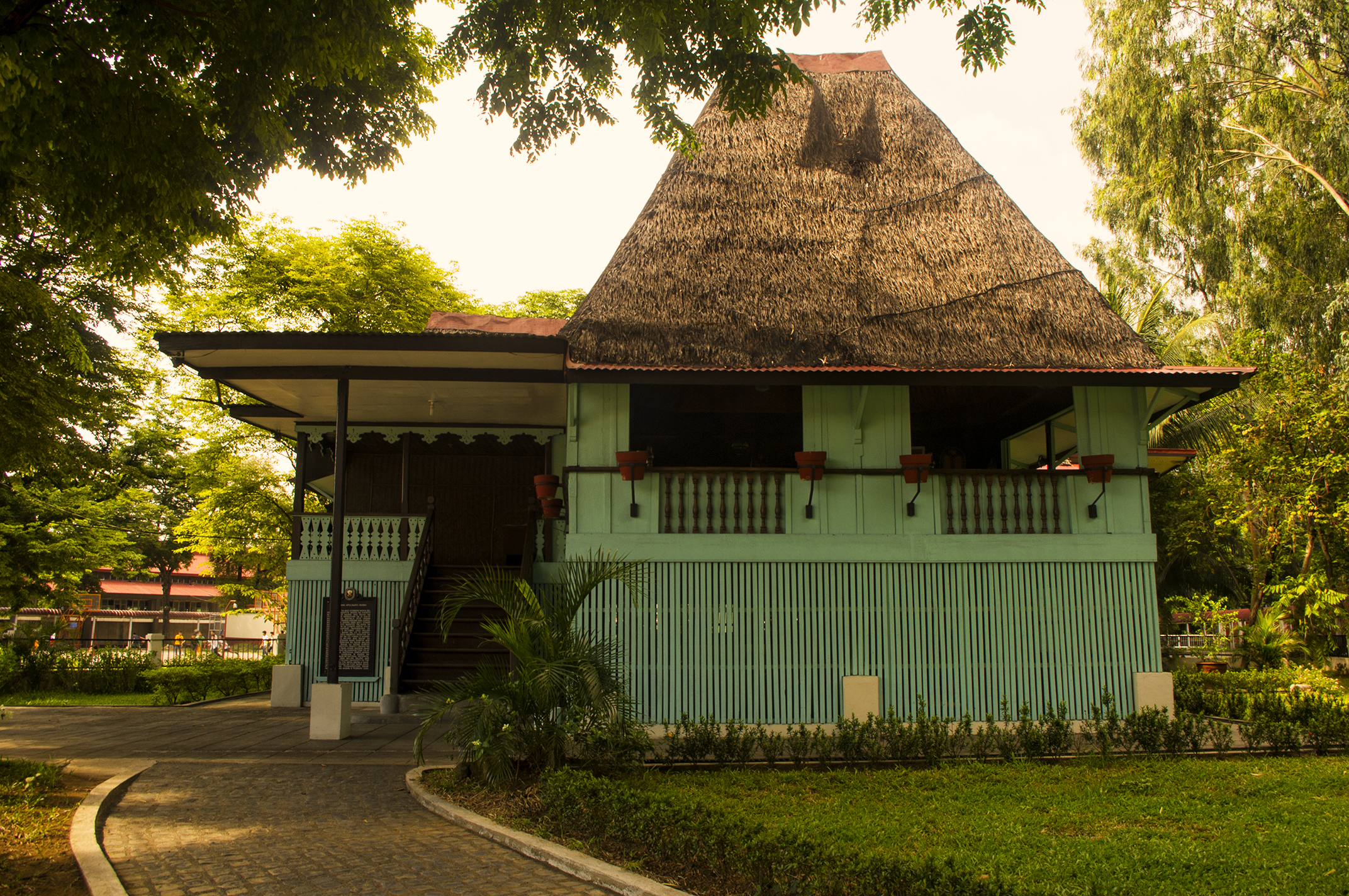
Bahay kubo, la casa tradizionale delle Filippine
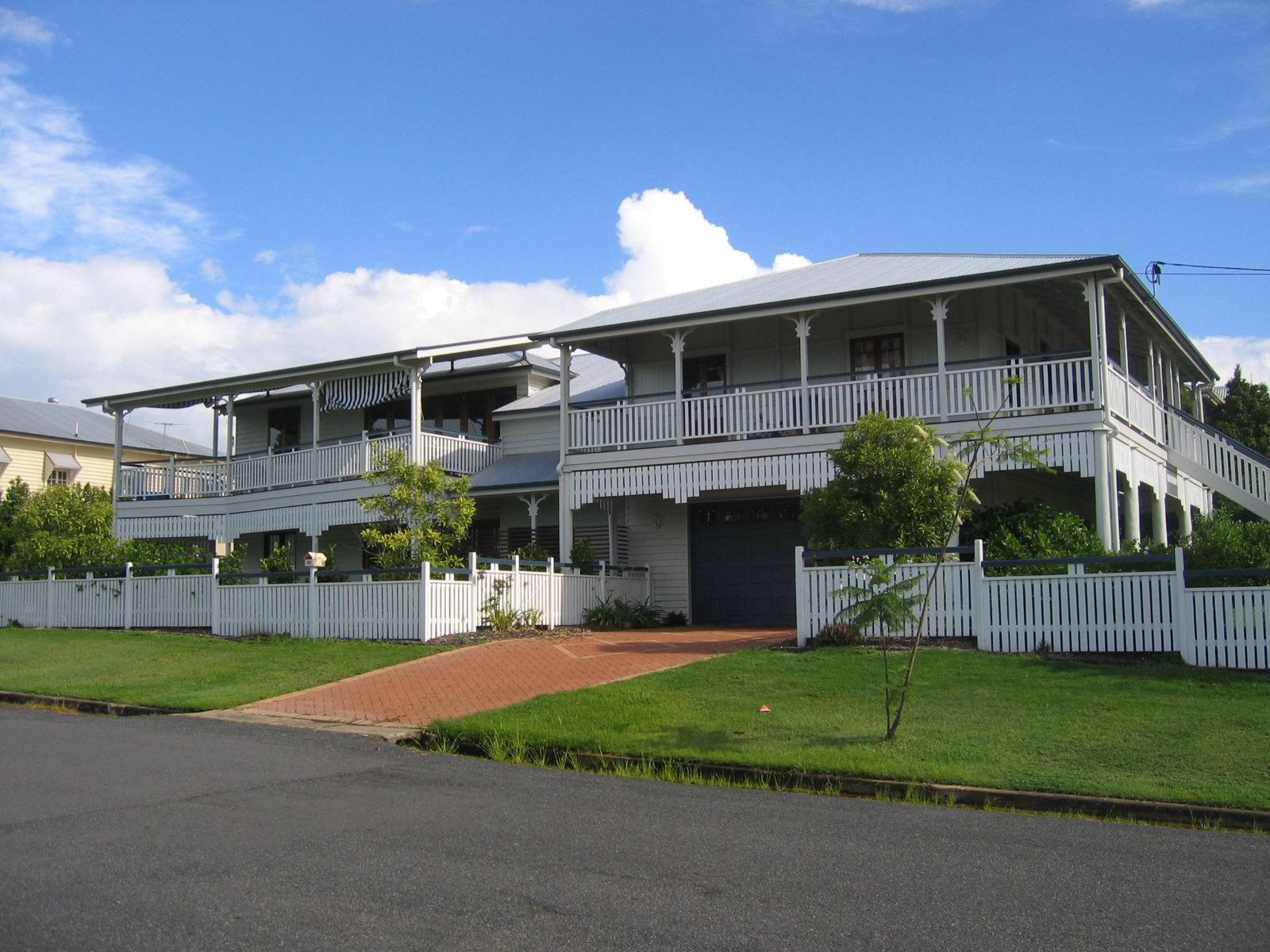
"Queenslanders" a Brisbane, Australia
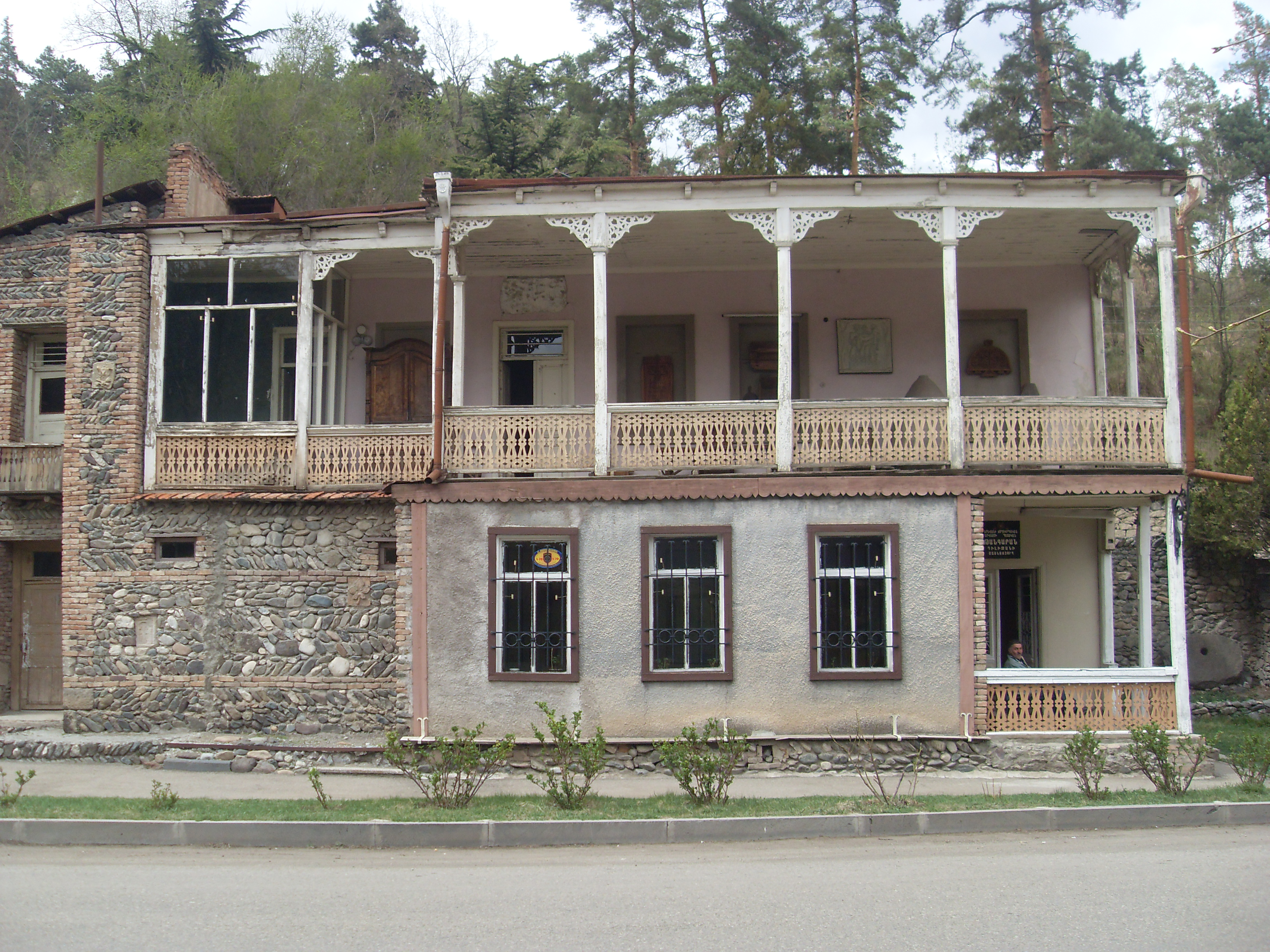
Museo Dilijan di arte tradizionale a Tavush, Armenia
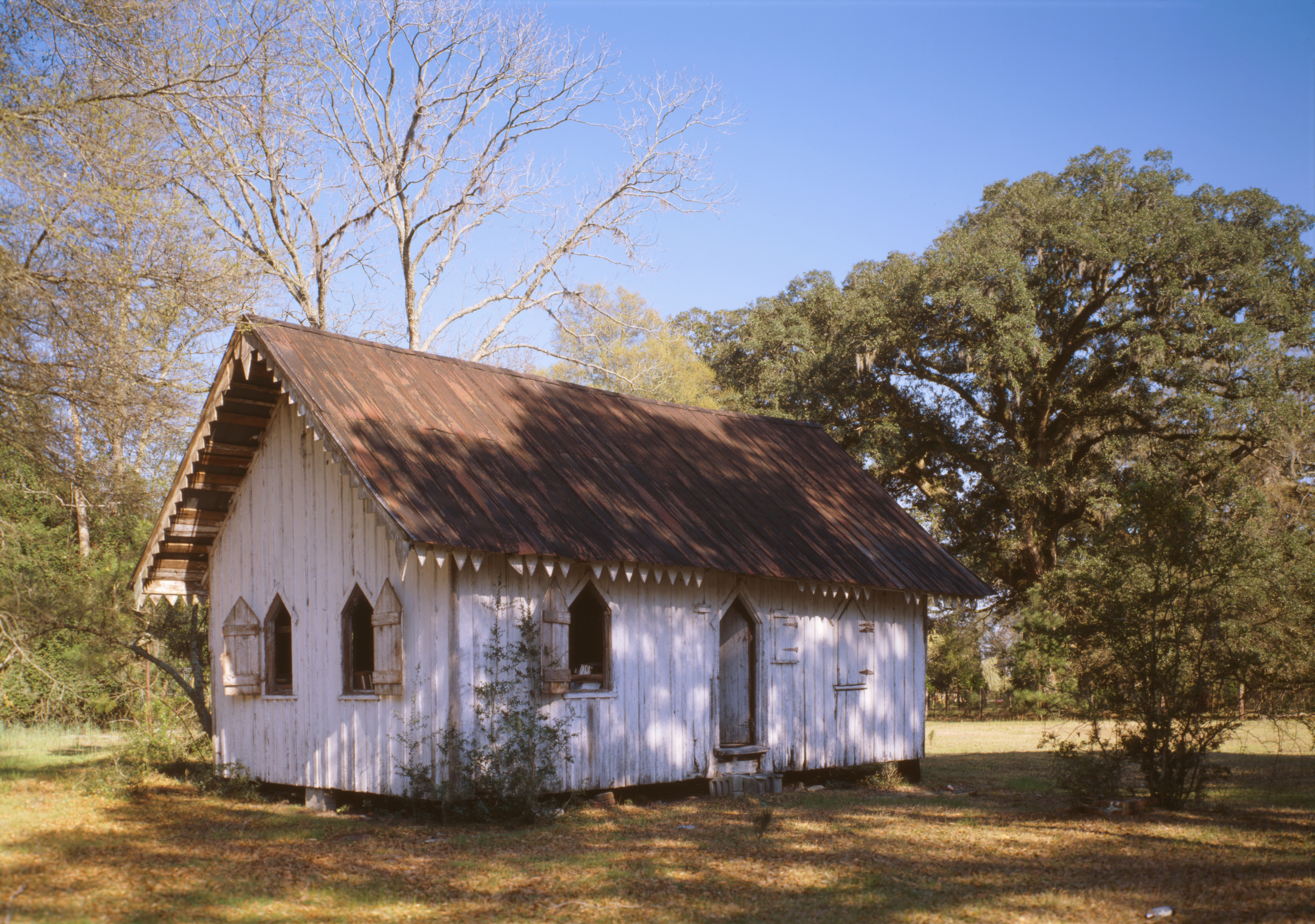
Capanna degli schiavi, Arundel Plantation, contea di Georgetown, Carolina del Sud
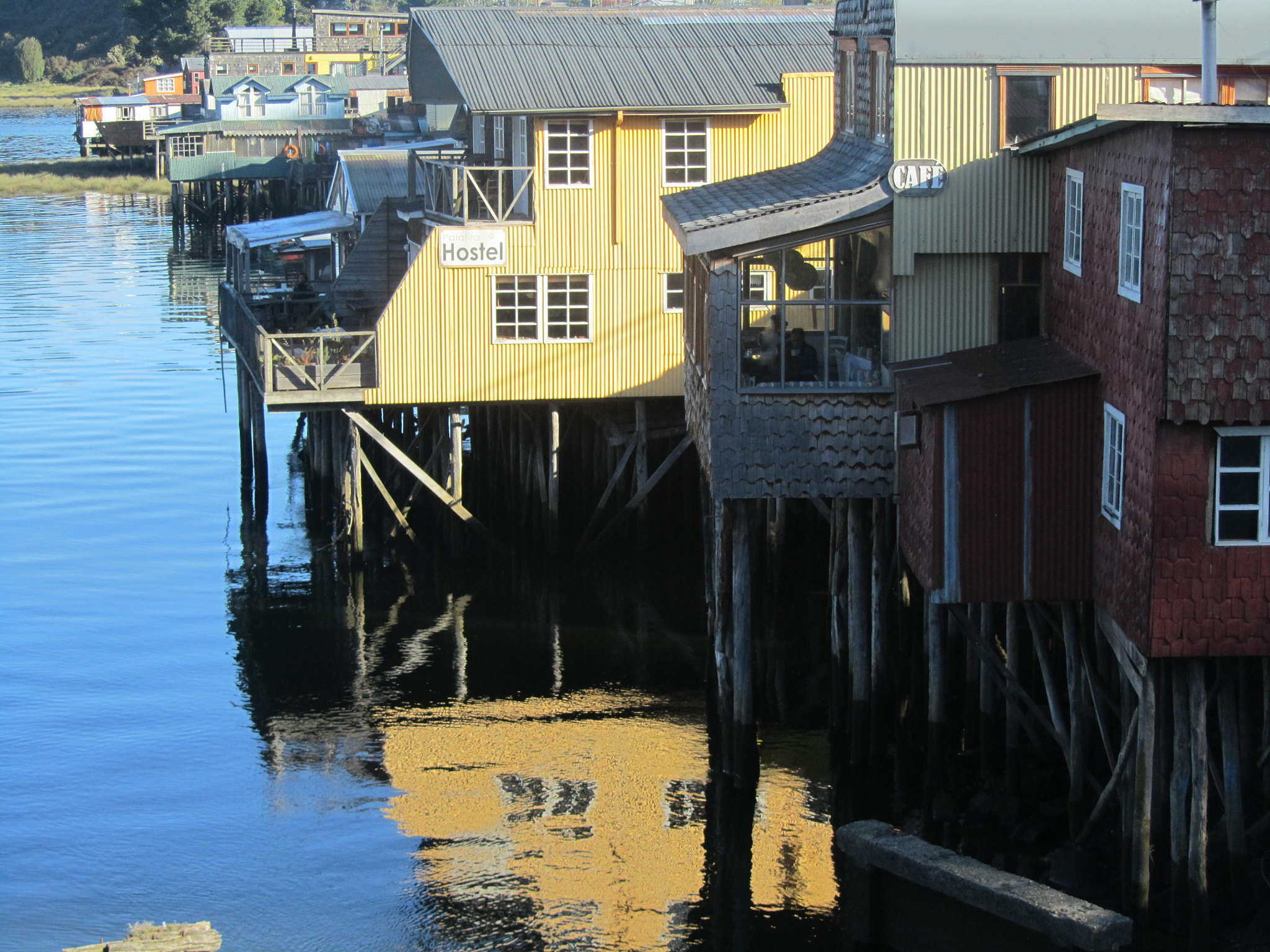
Palafitos a Castro, Isola di Chiloé, Cile
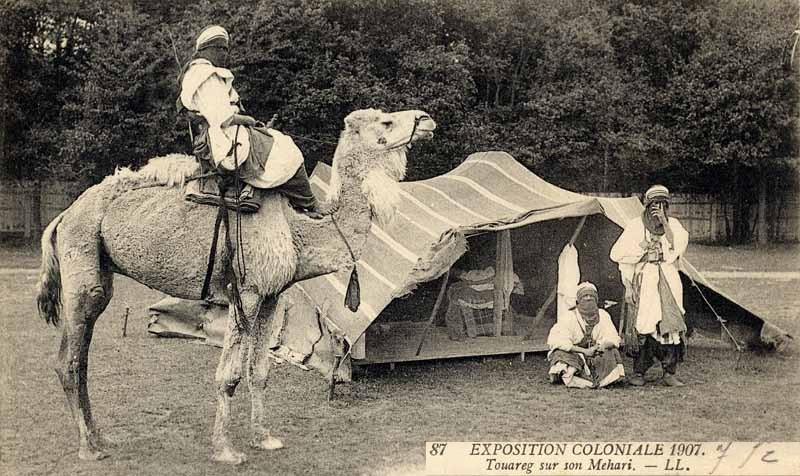
Tenda Tuareg durante l'esposizione coloniale del 1907